# Nylöse församling (före 1627)
Nylöse församling var en församling i Nya Lödöse i Göteborgs stift i nuvarande Göteborgs kommun. Församlingen upphörde omkring 1624, men församlingen för hospitalet fortlevde och ombildadels 1627 till Göteborgs hospitalsförsamling.

## Administrativ historik
Församlingen bildades 17 augusti 1473 genom en utbrytning ur Utby församling. Församlingens namn var till 5 augusti 1474 Götaholms församling, därefter till 1543 Nya Lödöse (Nylöse) församling, därefter till 1571 Älvsborgs församling, därefter till 1627 Nylöse församling.
Församlingen införlivade 1528 Härlanda församling och upphörde efter krig och bortflyttning omkring 1624, men församlingen för hospitalet fortlevde och bildade 1627 Göteborgs hospitalsförsamling.
Församlingen utgjorde till 1528 ett eget pastorat, för att därefter till 1544 vara moderförsamling i pastoratet Nylöse, Partille, Utby och Örgryte. Från 1544 till 1571 utgjorde församlingen åter eget pastorat för att därefter till 1619 vara moderförsamling i pastoratet Nylöse och Örgryte.